# Лущиков, Сергей Геннадьевич
Серге́й Генна́дьевич Лу́щиков (род. 10 марта 1951, Сунский район, Кировская область) — советский государственный деятель. Народный депутат СССР. Последний министр юстиции СССР.

## Биография
Родился в деревне Буйск Сунского района Кировской области.
В 1972 году окончил Свердловский юридический институт.
- 1972—1974 — помощник прокурора Прилузского района Коми АССР.
- 1974—1975 — помощник прокурора г. Печоры.
- 1975—1981 — прокурор отдела Прокуратуры Коми АССР.
- 1981—1986 — старший помощник прокурора Прокуратуры Коми АССР.
- 1986—1990 — заместитель министра юстиции Коми АССР.
- 1990—1991 — министр юстиции СССР.
- 1991—1992 — первый заместитель министра юстиции России.

Был директором-распорядителем по правовым вопросам ЗАО «ТЭНМА». В 2007 баллотировался в Государственную думу по спискам партии «Гражданская сила». Был членом Центризбиркома с совещательным голосом от этой партии.